# Ptychadena perplicata
Espèce
Statut de conservation UICN

 LC  : Préoccupation mineure
Ptychadena perplicata est une espèce d'amphibiens de la famille des Ptychadenidae.

## Répartition
Cette espèce est endémique du centre-Sud de l'Afrique. Elle se rencontre, :
- dans le centre de l'Angola ;
- dans le nord de la Zambie.

Sa présence est incertaine en République démocratique du Congo.

## Publication originale
- Laurent, 1964 : Subsídios para o estudo da biologia na Lunda. Reptiles et Amphibiens de l'Angola (Troisième contribution). Publicações Culturais, Companhia de Diamantes de Angola, Lisboa, vol. 67, p. 1-165.